# شرلوک هلمز قسمت یک
شرلوک هلمز قسمت یک (انگلیسی: Sherlock Holmes Chapter One) یک بازی اکشن-ماجراجویی داستان معمایی است که بر اساس مجموعه بازی‌های شرلوک هلمز ساخته شده و توسط فراگ‌ویرز برای پلی‌استیشن ۴، پلی‌استیشن ۵، مایکروسافت ویندوز، اکس‌باکس وان و اکس‌باکس سری اکس و سری اس در سال ۲۰۲۱ منتشر شد.

## داستان کلی
این داستان به دنباله شرلوک هولمز ۲۱ ساله که در ابتدای کارش به عنوان «کارآگاه مشاور» خواهد بود. در پی مرگ مادرش ویولت، کارآگاه جوان به خانه کودکی اش در جزیره مدیترانه ای کوردونا بازمی‌گردد. در آنجا هولمز یک توطئه شوم را کشف می‌کند که در زیر سطح یک شهر به ظاهر ایدیلیک کمین می‌کند که در آن فساد و جنایت بیداد می‌کند و مردم محلی از خارجی‌ها دوری می‌کنند. هولمز در حین تحقیق نیز باید خود را با دوست قدیمی اش، جاناتان معمایی (به نام «جان» آشنا کند که به عنوان «قطعاً واتسون نیست» توصیف شده‌است) همکاری کند.